# Harold Rasch
Harold Julius Hermann Rasch (* 17. November 1903 in Charlottenburg bei Berlin; † nach 1988) war ein deutscher Rechtsanwalt und Publizist.

## Leben und Wirken
Rasch studierte Rechts- und Staatswissenschaften an der Universität Hamburg und schloss 1928/1930 mit der Promotion ab. Von 1930 bis 1932 war er Hilfsrichter am Amtsgericht Berlin-Mitte und am Landgericht III Berlin. 1932 absolvierte er Sprach- und Studienaufenthalte in Paris und London. Von 1932 bis 1934 arbeitete er als Hilfsarbeiter im Reichswirtschaftsministerium und preußischen Wirtschaftsministerium sowie in der Handelspolitischen Abteilung des Auswärtigen Amts. Von 1934 bis 1939 war er als Rechtsanwalt am Kammergericht tätig. Von 1939 bis 1945 war er zunächst Mitarbeiter, später Prokurist und Finanzdirektor der Prager Eisenindustrie-Gesellschaft und ab 1943 der Böhmisch-Mährischen Maschinenfabrik. Ab 1945 arbeitete er wieder als Rechtsanwalt. Im Winter 1946/47 war Rasch stellvertretender Leiter des britischen Verwaltungsamts für Wirtschaft in Minden. Ab 1957 lehrte er außerdem als Honorarprofessor für Wirtschaftsrecht an der Universität Frankfurt am Main.
Rasch publizierte zum Wettbewerbs-, Kartell- und Konzernrecht, aber auch zu Fragen der Ostpolitik. Ab den sechziger Jahren war er Mitherausgeber der Blätter für deutsche und internationale Politik. 1981 gehörte Rasch zu den Unterzeichnern des Heidelberger Manifests.
Er heiratete 1941 und hatte Kinder. Er lebte in Bad Soden am Taunus.

## Schriften (Auswahl)
- Wandel-Schuldverschreibungen (convertible bonds) nach nordamerikanischem und deutschem Recht (= Übersee-Studien zum Handels-, Schiffahrts- und Versicherungsrecht. H. 9). Bensheimer, Mannheim 1929 (zugleich: Dissertation, Universität Hamburg, 1928).
- mit Carl Bernhard Zee-Heraeus: Die Revision der Regiebetriebe. Kommentar zu den Vorschriften über die Prüfungspflicht der Wirtschaftsbetriebe der öffentlichen Hand vom 6. 10. 1931. Heymann, Berlin 1933.
- Der Lizenzvertrag in rechtsvergleichender Darstellung. Heymann, Berlin 1933.
- Wiederherstellung des Berufsbeamtentums. Die Gesetze und Verordnungen des Reichs und die Ausführungsvorschriften Preußens in der am 15. Oktober 1933 gültigen Fassung. Heymann, Berlin 1934.
- (Hrsg.) Die neue Devisengesetzgebung einschliesslich der grundlegenden Vorschriften über den Warenverkehr (Ueberwachungsstellen) und der Moratoriumsgesetze und unter Berücksichtigung der Rückgliederung des Saargebiets. Textausgabe mit ausführlichem Sachregister nach dem Stand vom 20. März 1935. Berlin 1935.
- Die Kartellsperre. Eine rechtspolitische Studie. Heymann, Berlin 1938.
- Deutsches Konzernrecht. Heymann, Berlin 1944; 5., neubearbeitete Auflage: Heymann, Köln 1974.
- Das Ende der kapitalistischen Rechtsordnung. Lambert Schneider, Heidelberg 1946.
- Grundfragen der Wirtschaftsverfassung. Helmut Küpper, Godesberg 1948.
- Wettbewerbsbeschränkungen Kartell- und Monopolrecht. Kommentar zum Gesetz gegen Wettbewerbsbeschränkungen. Neue Wirtschafts-Briefe, Herne 1957; 3. Auflage, mit Klaus Westrick: Wettbewerbsbeschränkungen Kartell- und Monopolrecht. Kommentar zum Gesetz gegen Wettbewerbsbeschränkungen und Erläuterungen zum europäischen Kartellrecht. Neue Wirtschafts-Briefe, Herne 1966.
- Richtige und falsche Wege der Aktienrechtsreform. Der Regierungsentwurf eines neuen Aktiengesetzes. Müller, Karlsruhe 1960.
- Die Bundesrepublik und Osteuropa. Grundfragen einer künftigen deutschen Ostpolitik. Köln 1963.
- Die Finanzierung des Wirtschaftswunders. Der Weg in die permanente Inflation. Stuttgart 1966.
- Unternehmer und Manager. Wie man Erfolge macht und wie man scheitern kann. Die Lehren aus Leben und Werk von 25 Prominenten. Seewald, Stuttgart 1967; gekürzte Taschenbuchausgabe: Goldmann, München 1967.
- Bonn und Moskau. Von der Notwendigkeit deutsch-sowjetischer Freundschaft. Seewald, Stuttgart 1969.
- Aktuelle Probleme des Konzernrechts und der Konzerngesetzgebung. Heymann, Köln 1970.
- Politik mit dem Osten. Von der Abschreckung zum Frieden. Fischer, Frankfurt am Main 1970.
- Kritisches Plädoyer für den Kapitalismus. Seewald, Stuttgart 1972.
- NATO-Bündnis oder Neutralität? Pahl-Rugenstein, Köln 1981.